# 생방송 투데이 강원
《생방송 투데이 강원》은 2006년 9월부터 방송하기 시작했다. 이전에는 서울 SBS의 <생방송 투데이>를 그대로 송출하였지만, 개편에 따라 이를 자체방송으로 운영한 것이다. 대신에 G1은 오전에 방송중이였던 <GTB 열린아침>을 폐지하고 SBS의 <출발! 모닝와이드 3부>를 편성하기로 하였다.

## 출연진

### 진행자
- 오유진
- 유진태